# نیدربرندورف
نیدربرندورف (به آلمانی: Niederberndorf) یک منطقهٔ مسکونی در آلمان است که در اشمالنبرگ واقع شده‌است. نیدربرندورف ۲۲۴ نفر جمعیت دارد.